# Incilius leucomyos
Incilius leucomyos är en groddjursart som först beskrevs av James R. McCranie och Wilson 2000.  Incilius leucomyos ingår i släktet Incilius och familjen paddor. IUCN kategoriserar arten globalt som starkt hotad. Inga underarter finns listade i Catalogue of Life.